# The Royal Concept
The Royal Concept, (anteriormente conocidos como Concept Store y The Concept, y Stockholm's Royal Concept) es una banda de Rock alternativo, Indie y Synthpop fundada en Suecia en 2010. Está compuesta por Karl David Larson(voz, guitarra y teclado), Filip Bekic (guitarra), Robert Magnus (bajo) y Frans Povel (batería).

## Carrera

### 2010–2012: The Royal Concept EP
En 2010, los miembros de Robyn, Tove Styrke y Veronica Maggio formaron Concept Store. Lanzaron su primer sencillo, «Damn», que tiene una mezcla de sol-pop y elementos electrónicos. Al año siguiente lanzaron «DD-Dance» y «Gimme Twice». Después de conseguir el apoyo de la Agencia Sueca P3 nacional del canal de radio, pronto se hizo una impresión en la escena de la música en vivo de Suecia, con un pico en el verano de 2011 en el festival Peace & Love.
A principios de 2012, la banda cambió su nombre a The Royal Concept, la firma de Lava Records y el lanzamiento de su EP homónimo en junio. También lanzaron su pistas «World on Fire» y «Naked and Dumb», seguido de una gira de otoño en la apertura de Estados Unidos para The Wombats, entonces Wolf Gang, antes de regresar a Suecia para terminar la grabación de su álbum de estudio. Su sencillo «Goldrushed» fue incluida en la banda sonora de FIFA 13.

### 2013: Goldrushed
En 2013, la banda lanzó el sencillo "On Our Way", y anunció el título de su álbum de debut, Goldrushed, que fue lanzado en Suecia el 11 de septiembre de 2013. «On Our Way» es una de las canciones que aparecen en el juego de carreras NASCAR The Game 2013 y también en el juego de fútbol de EA Sports FIFA 14. También fue versionado por el elenco de Glee en la quinta temporada del episodio «The End of Twerk».

### 2015: Smile EP
El 21 de agosto de 2015 la banda lanzó Smile EP y su sencillo "Smile" formó parte de la banda sonora de FIFA 16. Ese mismo año el grupo hizo un tour por Norteamérica para promocionar el EP.
Los dos años siguientes los dedicaron a la realización de su segundo álbum, a hacer un tour por China y a tocar en varios festivales españoles.

### 2019: The Man Without Qualities
En 2018 la banda anunciaba que su tercer álbum había empezado a producirse, lo cual confirmaba su regreso después de 3 años en ausencia. El grupo en 2019 empezó a lanzar varios sencillos como "Need To Know" el 1 de febrero, "Up All Night" el 29 de marzo y "Kick It" el 24 de abril. Finalmente, el álbum llamado "The Man Without Qualities" fue lanzado internacionalmente el 24 de mayo.
Se espera que en los siguientes años la banda haga varios conciertos y tours para promocionar su nuevo LP, los cuales abundarán sobre todo en el continente asiático, donde tienen más cantidad de fanes.

## Miembros

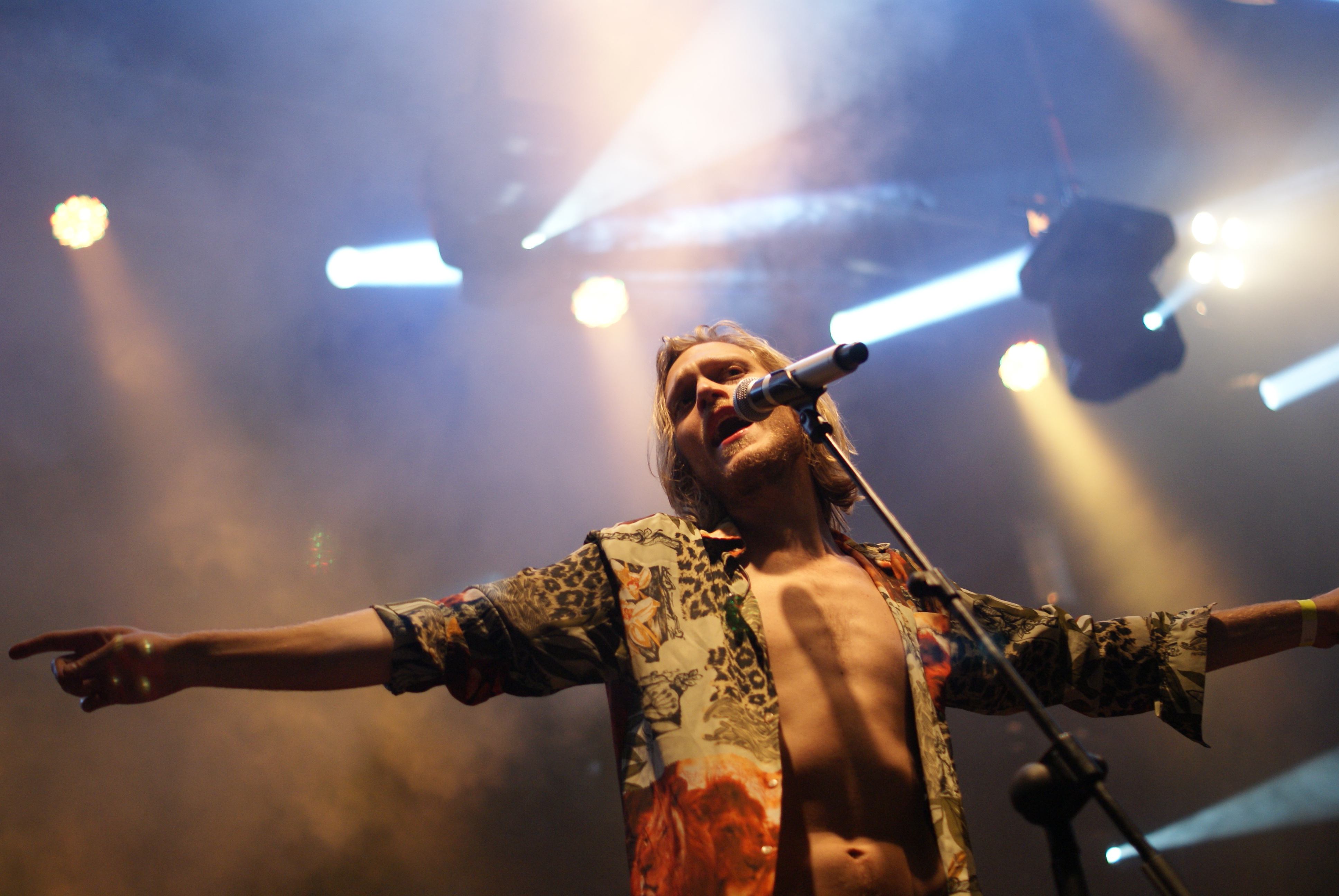
David Larson en el festival Palencia Sonora.

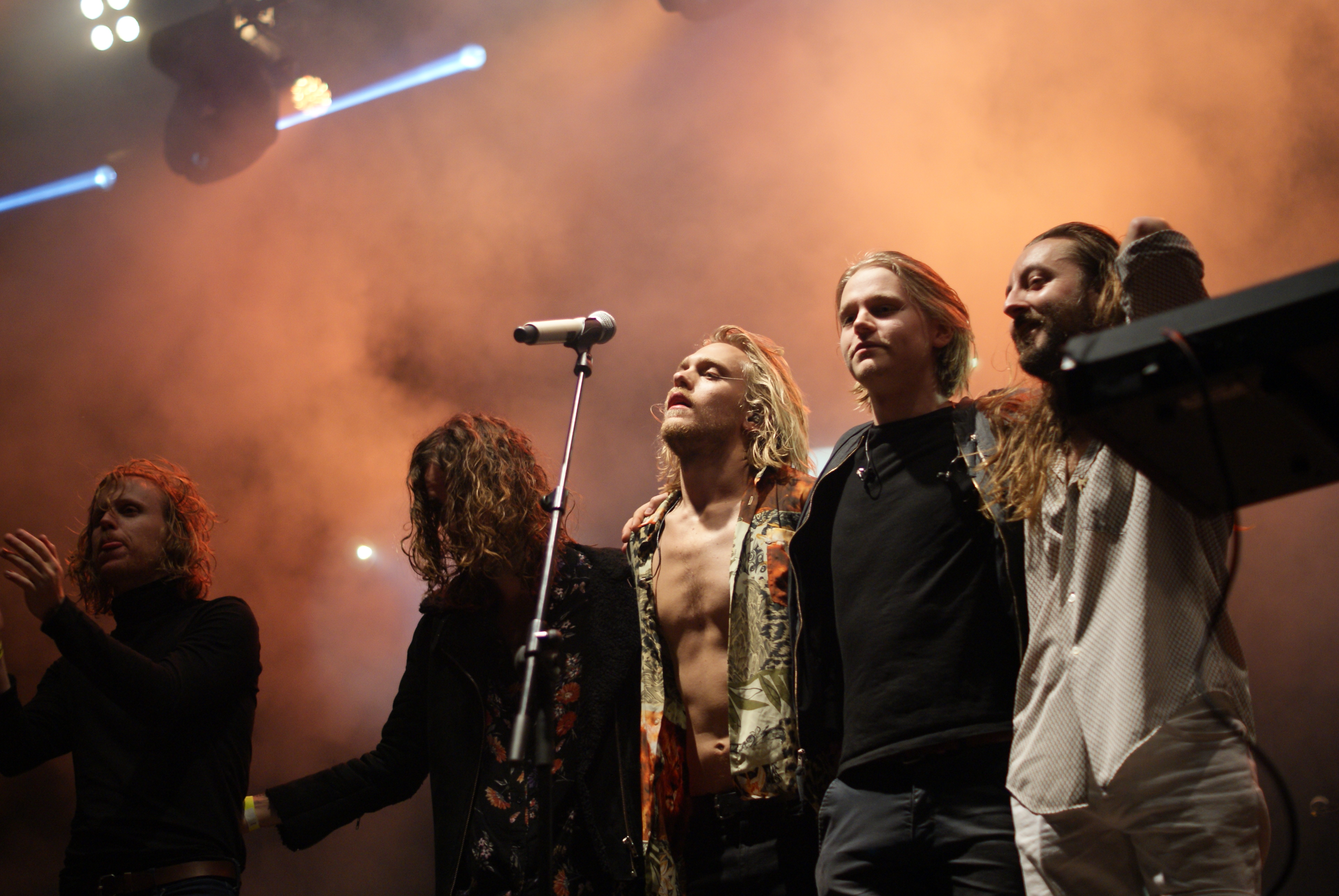
El grupo en 2016.

### Miembros actuales
- David Larson - Voz, guitarra y teclado/sintetizador
- Filip Bekic - guitarra, voces
- Robert Magnus - bajo, voces
- Frans Povel - batería, percusión, voces
- Jonatan Larson - Teclado, voces

## Discografía

### Álbum
- 2013: Goldrushed (Lanzado en Suecia)
- 2014: Goldrushed (Lanzado en Japón)
- 2019: The Man Without Qualities

### EP
- 2012: The Royal Concept EP
- 2013: Royal - EP
- 2015: Smile - EP

### Sencillos
- 2010: "Damn!"
- 2011: "DD-Dance"
- 2011: "Gimme Twice"  #35 Billboard Alternative Songs
- 2012: "World on Fire"
- 2012: "Naked & Dumb"
- 2012: "Lost in You"
- 2013: "On Our Way"
- 2014: "D-D-Dance" (Relanzamiento)
- 2015: "Smile"
- 2019: "Need To Know"
- 2019: "Up All Night"
- 2019: "Kick It"